# ФК Партизани Њујорк
ФК Партизани (енгл. FC Partizani) је амерички фудбалски клуб из Њујорка.

## Историја
Клуб је основан 2004. године.